# Molkenstraße

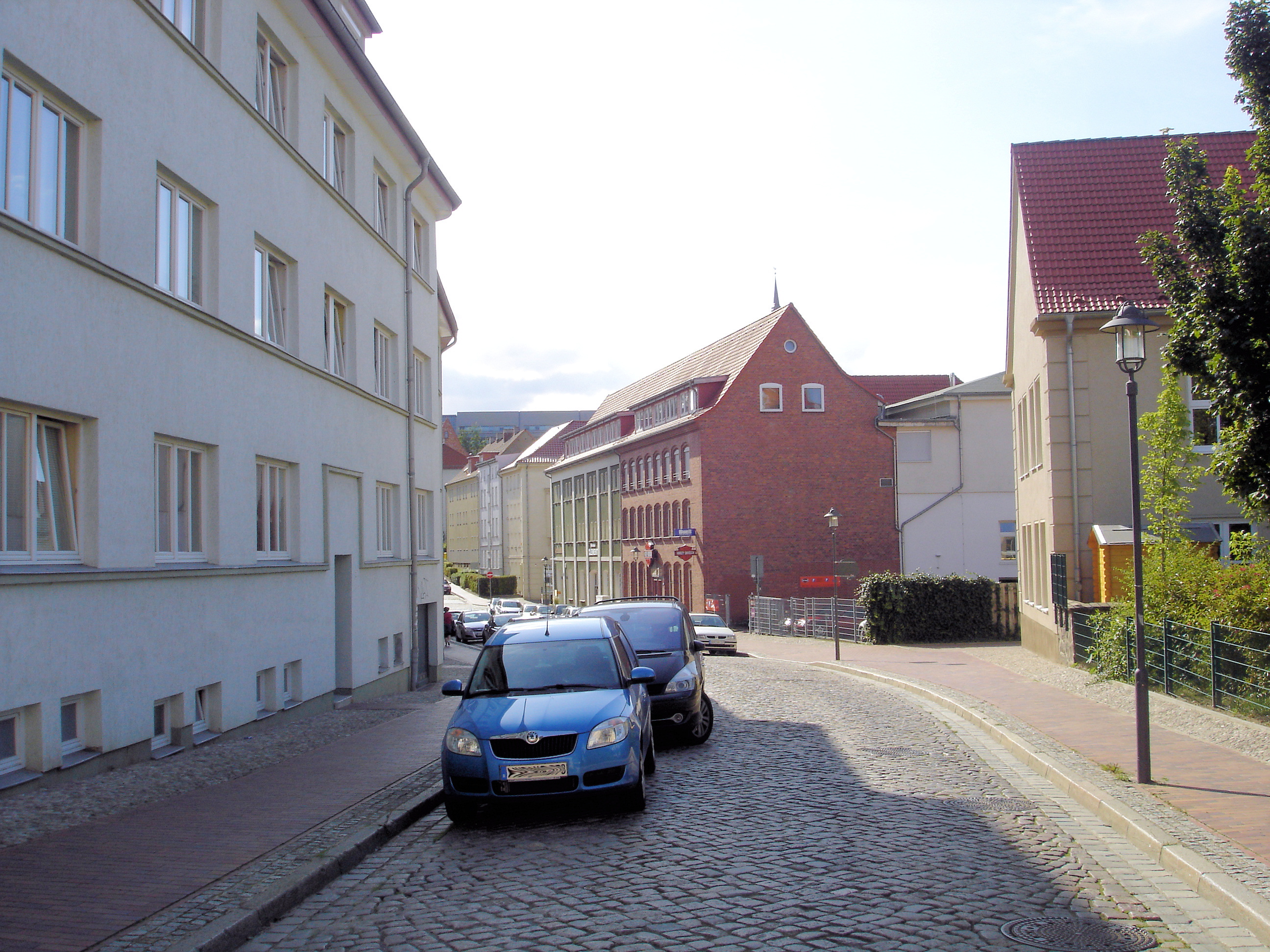
Molkenstraße nach Westen

Die Rostocker Molkenstraße ist eine Straße im historischen Stadtkern der Hansestadt. Sie verbindet die Grubenstraße mit der Wollenweberstraße und gehört zur ehemaligen Rostocker Altstadt.
Die Molkenstraße wurde 1369 als platea lactinorum ersterwähnt. Ursprünglich wurde nicht nur sie, sondern die ihr jenseits der Grube, einem ehemaligen Nebenarm der Unterwarnow, gegenüberstehende mittelstädtische Weißgerberstraße als Molkenstraße bezeichnet. Da die Molkenstraße an jene Grube, die heutige Grubenstraße, grenzte, wurde eine Brücke über sie als Molkenbrücke bezeichnet. Dass die Straße ihren Namen dem Bezug zur Milchwirtschaft verdankt, gilt als unsicher. Der nachgeordneten Bedeutung der Molkenstraße im hansischen Rostock trug ihre Bebauung mit einfachen Buden Rechnung, die beim Stadtbrand von 1677 vollständig vernichtet wurden. Anschließend wurden an der Molkenstraße einfache Traufenhäuser errichtet, welche wiederum beim Vier-Nächte-Bombardement der britischen Luftwaffe Ende April 1942 zerstört wurden. In den 1950er Jahren entstand sie mit einheitlichen Wohnhäusern, ähnlich denen in der parallel verlaufenden Fischbank, völlig neu.
Koordinaten: 54° 5′ 21″ N, 12° 8′ 40″ O